# Козловец (Марий Эл)
 Козловец  — деревня в Юринском районе Республики Марий Эл. Входит в Марьинское сельское поселение.

## География
Находится в юго-западной части республики Марий Эл на расстоянии приблизительно 32 км по прямой на север-северо-запад от районного центра посёлка Юрино.

## История
Основана в конце XVIII века. До 1917 года деревня называлась Кобелево. В 1925 году в деревне проживало 640 жителей (все русские), в 1929 673, в 1960 263, в 1992 125. В советское время работали колхозы «Заря», «Победа», совхоз «Ветлужский».

## Население
Постоянное население составляло 88 человек (русские 99 %) в 2002 году, 33 в 2010.